# Caecum breve
Caecum breve är en snäckart som beskrevs av de Folin 1867. Caecum breve ingår i släktet Caecum och familjen Caecidae. Inga underarter finns listade i Catalogue of Life.